# Laurac-en-Vivarais
Laurac-en-Vivarais település Franciaországban, Ardèche megyében. Lakosainak száma 1045 fő (2022. január 1.). Laurac-en-Vivarais Labeaume, Montréal, Rosières és Sanilhac községekkel határos.

## Népesség
A település népességének változása:
| Lakosok száma | 802  | 797  | 789  | 895  | 959  | 988  | 995  | 1019 | 1032 | 1045 |
|               | 1968 | 1982 | 1990 | 2006 | 2013 | 2015 | 2017 | 2019 | 2020 | 2022 |